# فرخنده یرقانی
فرخنده یرقانی (نام علمی: Piranga flava) یک پرنده آوازخوان آمریکایی با جثه متوسط است که در گذشته در خانواده فرخندگان قرار می‌گرفت، و سایر اعضای سردهٔ پیرانگا اکنون در خانواده کاردینالان طبقه‌بندی می‌شوند. پرها و صداهای این گونه مشابه سایر اعضای خانواده کاردینال است.
از جنوب غربی ایالات متحده (آریزونا، نیومکزیکو، و به‌طور محلی در جنوب کالیفرنیا و کلرادو) تا شمال آرژانتین را دربر می‌گیرد.

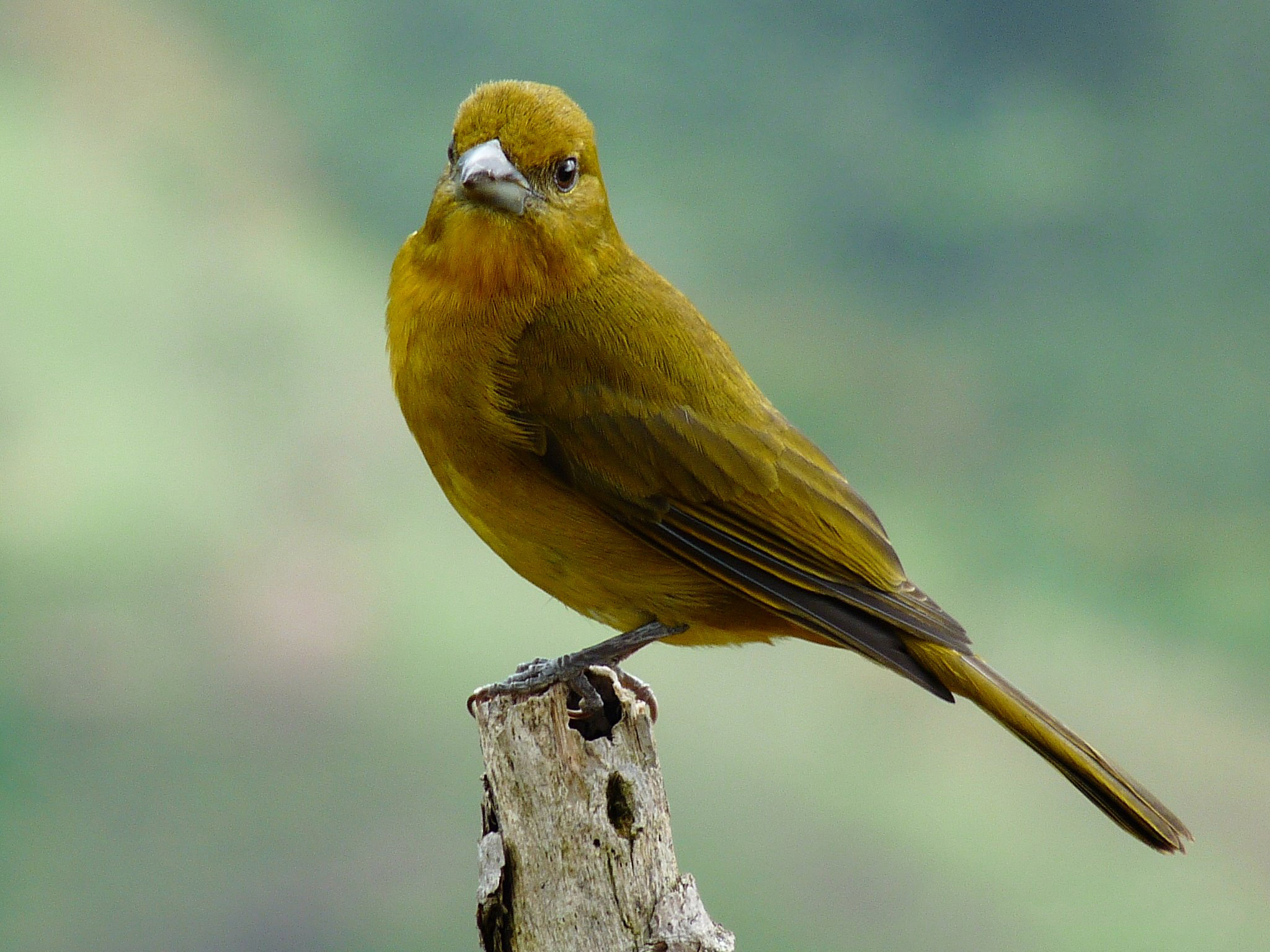
ماده